# Rifugio Città di Vigevano
Das Rifugio Città di Vigevano war eine Schutzhütte der Sektion Vigevano des italienischen Alpenvereins CAI im Monte-Rosa-Massiv in der Provinz Vercelli. Es besaß 80 Schlafplätze und ist seit 2012 geschlossen.

## Lage
Die Hütte liegt im Gemeindegebiet von Alagna Valsesia östlich des Col d’Olen auf 2864 m s.l.m. im Skigebiet von Gressoney und Alagna.

## Geschichte
Die Schutzhütte wurde unter dem Namen Albergo Stolemberg 1914 eröffnet. 1946 ging sie in den Besitz der Sektion Vigevano des italienischen Alpenvereins CAI über und wurde in Rifugio Città di Vigevano umbenannt. Die Hütte war ein wichtiger Stützpunkt auf der Normalroute zum Monte Rosa. Mit dem Ausbau der Skigebiete von Gressoney und Alagna verlor sie als Berghütte langsam immer mehr an Bedeutung und wurde vor allem im Winter als Skihütte genützt. 2002 wurde sie an die Sektion Varallo Sesia des CAI verpachtet und das Gebäude den neuen Anforderungen angepasst. Nach der Einführung neuer Sicherheitsnormen und Hygienebestimmungen durch die Region, die einen erheblichen finanziellen Aufwand für die Sektion bedeutet hätten, wurde das Rifugio 2012 verkauft und geschlossen. 2016 beschloss die Landesregierung der Region Piemont, dass das Gebäude saniert werden soll und es anschließend für touristische Zwecke genutzt werden kann.

## Zugang
Die ehemalige Schutzhütte ist in ungefähr 10 Minuten zu Fuß vom Passo dei Salati erreichbar, wo die Seilbahnen von Gressoney-La-Trinité und Alagna Valsesia ankommen.